# Palazzetto De Angelis

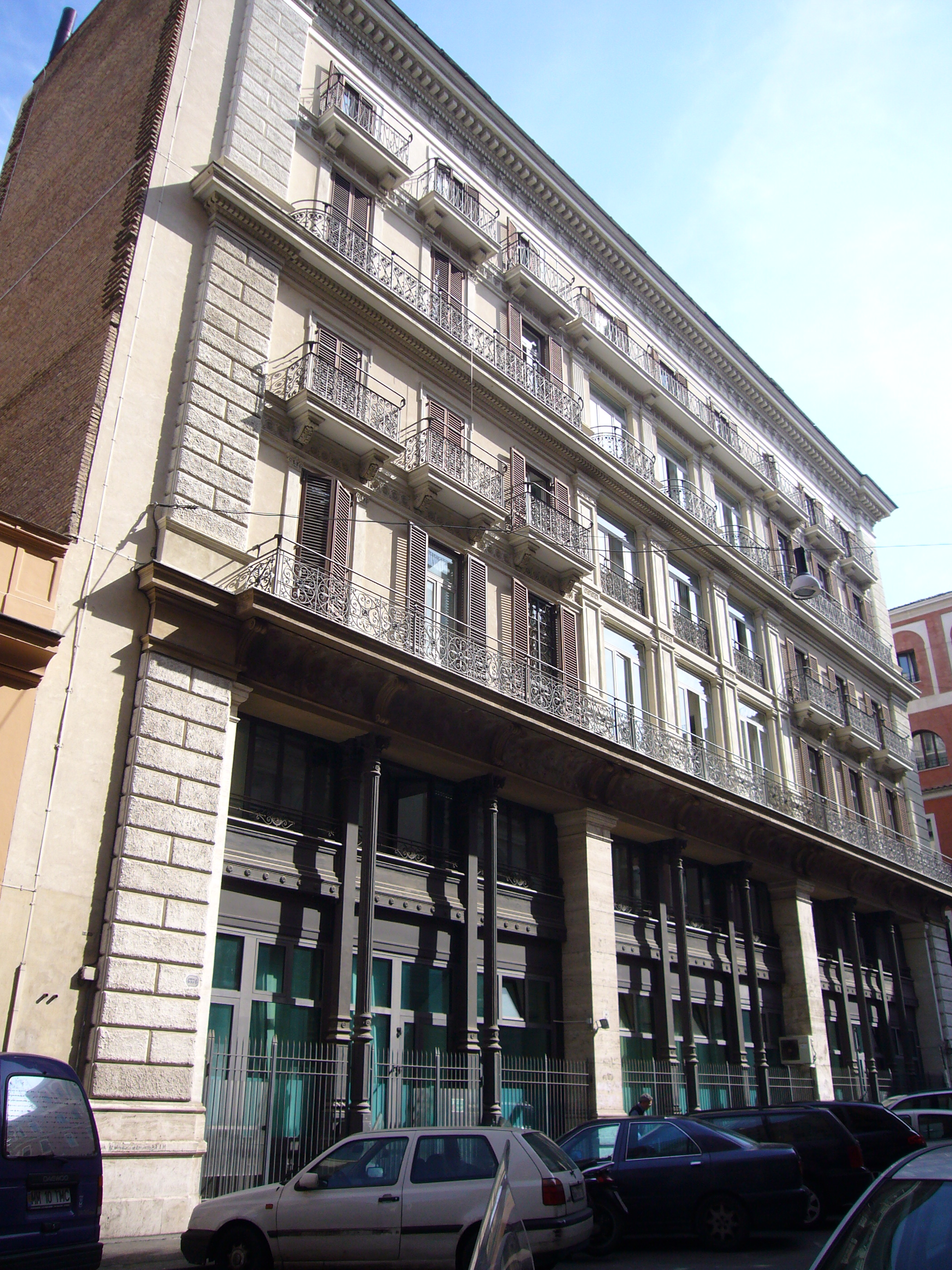
Vue du palais sur la Via delle Muratte.

Le Palazzetto De Angelis est un palais de style éclectique situé dans un bloc délimité par la Via delle Muratte, où se trouve la façade principale, la Via Marco Minghetti sur le fond et les côtés des Via delle Vergini et Via Santa Maria in Via, dans le rione Trevi de Rome. Il a été construit par l'architecte Giulio De Angelis entre 1892 et 1895. 